# Ryszard Komornicki
Ryszard Komornicki, né le 14 août 1959 à Ścinawa (Pologne), est un footballeur polonais, évoluant au poste de milieu de terrain. Au cours de sa carrière, il évolue au Stronie Śląskie, au GKS Tychy, au Górnik Zabrze, à FC Aarau, au FC Wohlen et au Kickers Luzern ainsi qu'en équipe de Pologne. Il se reconvertit ensuite en entraîneur.
Komornicki ne marque aucun but lors de ses vingt sélections avec l'équipe de Pologne entre 1984 et 1988. Il participe à la Coupe du monde en 1986 avec l'équipe de Pologne.

## Biographie

### En club
Au cours de sa carrière de joueur, il dispute 11 matchs en Coupe d'Europe des clubs champions. Lors de cette compétition, il inscrit deux buts contre l'équipe luxembourgeoise de la Jeunesse d'Esch en octobre 1998.
Il dispute 121 matchs et inscrit 11 buts en première division suisse, et joue 182 matchs, pour 35 buts marqués, en première division polonaise. Il réalise sa meilleure performance lors de la saison 1987-1988, où il inscrit 9 buts dans le championnat polonais.

### En équipe nationale
Il reçoit 20 sélections en équipe de Pologne entre 1984 et 1988.
Il joue son premier match en équipe nationale le 31 octobre 1984 contre l'Albanie et son dernier le 19 octobre 1988 face à cette même équipe.
Il participe à la Coupe du monde 1986 organisée au Mexique. Lors du mondial, il joue trois matchs : contre le Maroc, le Portugal et enfin l'Angleterre.

## Carrière de joueur
- 1979-1980 :  Stronie Śląskie
- 1980-1982 :  GKS Tychy
- 1983-1989 :  Górnik Zabrze
- 1989-1994 :  FC Aarau
- 1998-1999 :  FC Wohlen
- 2000-2001 :  Kickers Luzern

## Palmarès de joueur

### En équipe nationale
- 20 sélections et 0 but avec l'équipe de Pologne entre 1984 et 1988

### Avec le Górnik Zabrze
- Vainqueur du championnat de Pologne en 1985, 1986, 1987 et 1988
- Vainqueur de la Supercoupe de Pologne en 1988

### Avec le FC Aarau
- Vainqueur du championnat de Suisse en 1993